# Église Saint-Vaast de Moreuil
L'église Saint-Vaast de Moreuil ne doit pas être confondue avec l'abbaye Saint-Vaast de Moreuil
Pour les articles homonymes, voir Église Saint-Vaast.
L'église Saint-Vaast de Moreuil est située dans le centre-ville de Moreuil, dans le  département de la Somme.

## Historique
En 1791 pendant la Révolution française, l'abbaye de Moreuil fut supprimée. L'église abbatiale devint l'église paroissiale de la commune. La nef et le chœur furent reconstruits au XIXe siècle. En 1863, sous l'impulsion du curé-doyen Voclin, la nef latérale droite fut reconstruite et l'ensemble de l'édifice surélevé ; les voûtes reposèrent sur des piliers en pierre. On peut lire sur le premier pilier à gauche le nom des sculpteurs : « 3 Mallot & Bandin ». Seules, certaines parties anciennes du chœur et des chapelles latérales furent conservées.
L'intérieur fut transformé en 1868, une troisième allée fut ajoutée, sur la droite. En 1870, l’autel principal fut donné par les enfants de Charles Deflandre, marguillier de la paroisse. En 1874, Mgr Bataille, évêque d'Amiens, procéda à la consécration de l’église restaurée.
Ce qu'il restait de l'église abbatiale du XVIe siècle, notamment son puissant clocher carré et son somptueux portail Renaissance fut anéanti au printemps 1918 au cours de la Bataille du Kaiser. Une nouvelle façade fut construite de 1929 à 1931 sur les plans des architectes Charles Duval et Emmanuel Gonse. L'église est protégée au titre des monuments historiques : inscription par arrêté du 4 novembre 1994.

## Caractéristiques

### Extérieur
Le chœur et la nef de l'église ont été reconstruits en brique au XIXe siècle, en style néo-gothique.

#### Le clocher
De forme quadrangulaire à la base est octogonal à son sommet, le clocher mesure 62 mètres de hauteur à la croix. Au-dessus de la première plate-forme, se trouve une chambre contenant les quatre grosses cloches et, plus haut encore, une plus petite réservée au carillon. Les abat-sons en béton armé sont constitués de motifs nids-d'abeilles. Cette tour est flanquée d'une tourelle ajourée qui contient un escalier en colimaçon desservant les étages. Une flèche de béton est surmontée d'une croix elle aussi en béton.

#### Le porche d'entrée
Le porche d'entrée est surmonté d’une frise en béton armé dans laquelle le sculpteur Raymond Couvègnes, Grand prix de Rome, a moulé et taillé, autour d’un Dieu glorieux, saint Pierre, saint Paul, saint Georges, saint Christophe tenant l’enfant Jésus, saint Nicolas et ses petits enfants, sainte Jeanne d’Arc et sainte Catherine. La partie supérieure de la façade est décorée de trois motifs de sculpture en béton armé, du même artiste, rappelant au centre, saint Vaast auquel l’église est vouée, fondateur de l’abbaye Saint-Vaast avec son ours légendaire ; à ses côtés, des anges thuriféraires sonnent la glorification.

### Intérieur
- Les fonts baptismaux se trouvent sur le côté gauche de l’entrée, rappelant ainsi la piscine où les catéchumènes des débuts du christianisme étaient baptisés.
- La chapelle aux Morts se trouve à l'opposé. Elle reçoit par ses claustras un jour bleuté.
- La tourelle construite en béton armé, renfermant l’escalier menant à la tribune, elle est située dans un angle de cette chapelle.
- La tribune, de vastes dimensions, est située entre le clocher et la chapelle des morts largement éclairée par le grand vitrail de la façade.
- La grande verrière : à l’extérieur on remarque surtout l’ossature en béton armé. À l’intérieur le vitrail éclairant la tribune et la nef apparaît majestueux. Il a été exécuté par Jean Hébert-Stevens et André Rinuy, il représente Le Christ et la Samaritaine[3]. Détruits en 1940, les vitraux ont été remplacés, après 1945, par Raoul Cagnart.
- Henri Marret a exécuté les décors peints, et Jean Gaudin a réalisé les mosaïques de l'autel.
- Les ossements trouvés dans l’église ont été placés dans un vaste cercueil en béton armé qui fut déposé sous le maître-autel où se trouvait la crypte du XVe siècle, nécropole du cardinal de Créquy.
- Les orgues : conçues par Max Joseph Alexandre Roethinger, en 1959, ont été relevées par la manufacture Marc Hédelin, en 2016[4].

## Photos

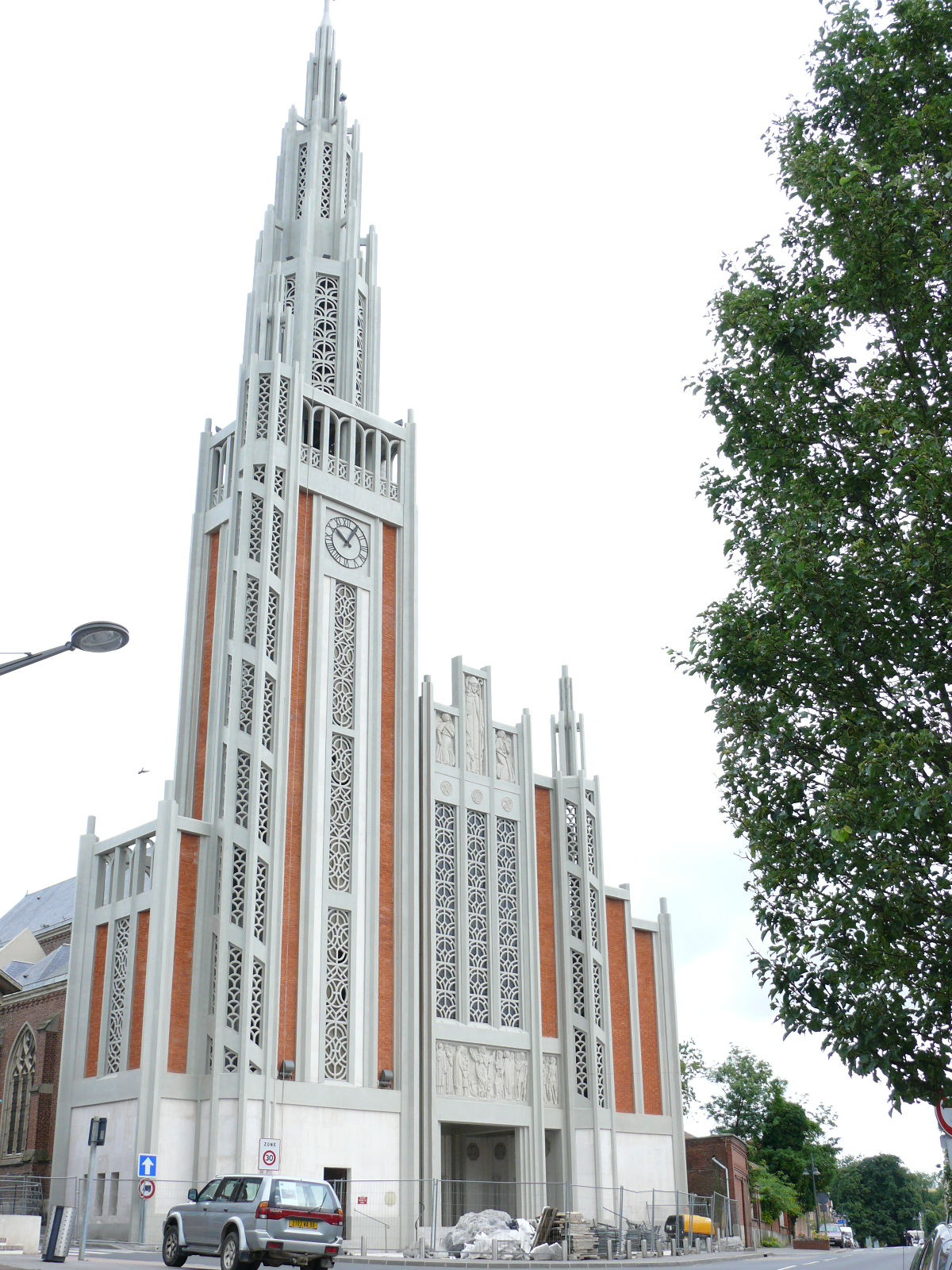
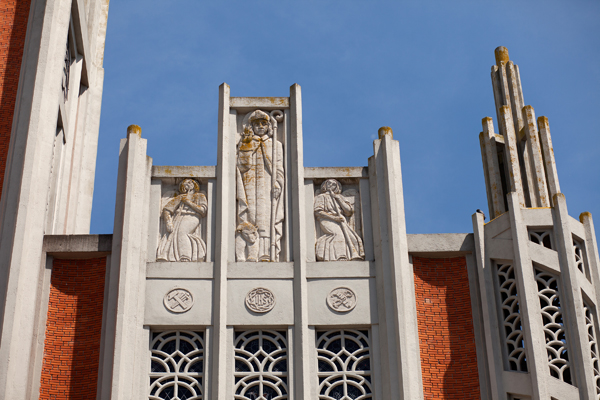
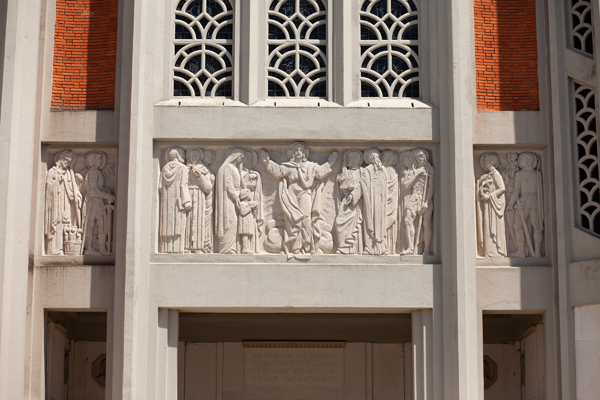
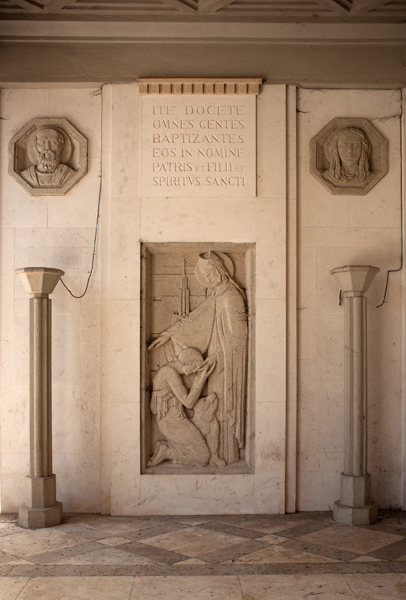